# کانادارم

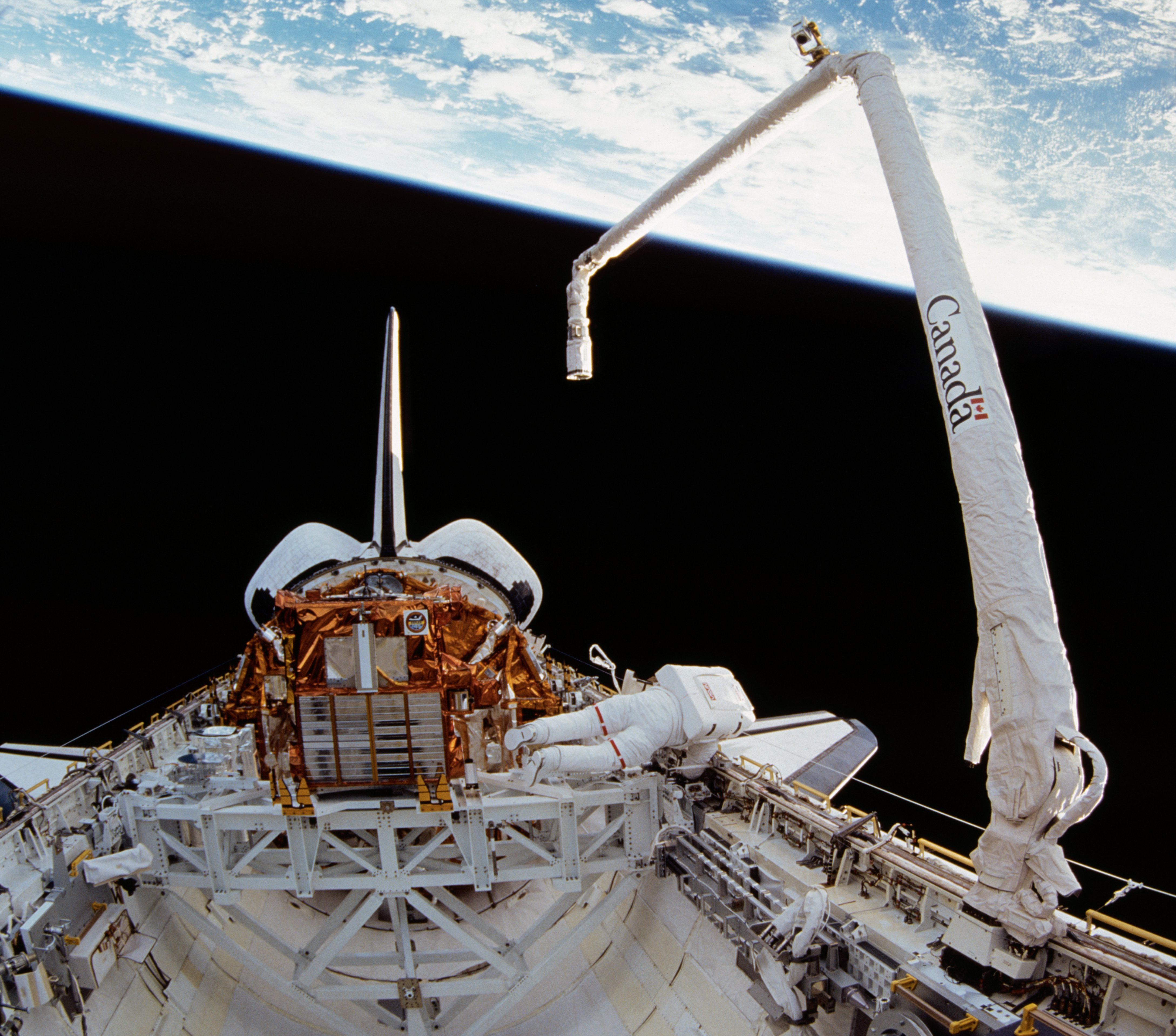
کانادارم (سمت راست) بر روی قسمت بار شاتل اندور در طی مأموریت اس‌تی‌اس-۷۲

کانادارم (انگلیسی: Canadarm) (که با نام‌های Shuttle Remote Manipulator System (SRMS) و Canadarm 1 نیز شناخته می‌شود) مجموعه‌ای از بازوهای مکانیکی بود که بر روی شاتل‌های فضایی نصب می‌شد تا بار و اجسام خارجی را در طی راهپیمایی‌های فضایی جابجا کند. این ابزار توسط آژانس فضایی کانادا طراحی و ساخته شده بود.